# Lijst van Alarmschijven in 1982
Deze hits waren in 1982 Alarmschijf bij Veronica op Hilversum 3:
| Nr. | Datum        | Artiest                        | Titel                                                           | Hoogste positie in Top 40 |
| --- | ------------ | ------------------------------ | --------------------------------------------------------------- | ------------------------- |
| -   | 2 januari    | geen Alarmschijf               | geen Alarmschijf                                                | geen Alarmschijf          |
| 629 | 8 januari    | Human League                   | Don't You Want Me                                               | 5                         |
| 630 | 15 januari   | Foreigner                      | Waiting for a Girl Like You                                     | 16                        |
| 631 | 22 januari   | Stars on 45                    | Stars on Stevie                                                 | 6                         |
| 632 | 29 januari   | Central Line                   | Walking Into Sunshine                                           | 25                        |
| 633 | 5 februari   | Four Tops                      | Don't Walk Away                                                 | 3                         |
| 634 | 12 februari  | ABBA                           | Head Over Heels                                                 | 4                         |
| 635 | 19 februari  | Al Jarreau                     | Roof Garden                                                     | 2                         |
| 636 | 26 februari  | Leo Sayer                      | Have You Ever Been In Love                                      | 19                        |
| 637 | 5 maart      | Madness                        | In The City / Cardiac Arrest                                    | 15                        |
| 638 | 12 maart     | ABC                            | Poison Arrow                                                    | 13                        |
| 639 | 19 maart     | Spargo                         | Hip Hap Hop                                                     | 5                         |
| 640 | 26 maart     | Al Bano & Romina Power         | Felicita                                                        | 10                        |
| 641 | 2 april      | Stevie Wonder & Paul McCartney | Ebony and Ivory                                                 | 3                         |
| 642 | 9 april      | Kim Wilde                      | View from a Bridge                                              | 5                         |
| 643 | 16 april     | Toto                           | Rosanna                                                         | 3                         |
| 644 | 23 april     | Queen                          | Body Language                                                   | 6                         |
| 645 | 30 april     | Nicole                         | Ein bißchen Frieden / Een beetje vrede                          | 1(4wk)                    |
| 646 | 7 mei        | Boys Town Gang                 | Can't Take My Eyes Off You                                      | 1(3wk)                    |
| 647 | 14 mei       | Bananarama & Fun Boy Three     | Really Saying Something                                         | 11                        |
| 648 | 21 mei       | Goombay Dance Band             | Seven Tears                                                     | 4                         |
| 649 | 28 mei       | Simple Minds                   | Promised You a Miracle                                          | 24                        |
| 650 | 4 juni       | June Lodge & Prince Mohammed   | Someone Loves You Honey                                         | 1(6wk)                    |
| 651 | 11 juni      | Trio                           | Da Da Da (ich lieb dich nicht du liebst mich nicht aha aha aha) | 7                         |
| 652 | 18 juni      | Soft Cell                      | Torch                                                           | 10                        |
| 653 | 25 juni      | André Hazes                    | Diep in mijn hart                                               | 2                         |
| 654 | 2 juli       | Shalamar                       | I Can Make You Feel Good                                        | 8                         |
| 655 | 9 juli       | Dschinghis Khan                | Kaboutertjes                                                    | 29                        |
| 656 | 16 juli      | Bananarama                     | Shy Boy                                                         | 12                        |
| 657 | 23 juli      | Hot Chocolate                  | It Started with a Kiss                                          | 4                         |
| 658 | 30 juli      | Cliff Richard                  | The Only Way Out                                                | 13                        |
| 659 | 6 augustus   | Tom Tom Club                   | Under The Boardwalk                                             | 5                         |
| 660 | 13 augustus  | Frida                          | I Know There's Something Going On                               | 3                         |
| 661 | 20 augustus  | Golden Earring                 | Twilight Zone                                                   | 1(2wk)                    |
| 662 | 27 augustus  | Santana                        | Hold On                                                         | 14                        |
| 663 | 3 september  | ABC                            | All of My Heart                                                 | 19                        |
| 664 | 10 september | José                           | Secret Love                                                     | 11                        |
| 665 | 17 september | Joe Cocker                     | Ruby Lee                                                        | 23                        |
| 666 | 24 september | David Christie                 | Saddle Up                                                       | 7                         |
| 667 | 2 oktober    | Donna Summer                   | State of Independence                                           | 1(1wk)                    |
| 668 | 8 oktober    | Musical Youth                  | Pass the Dutchie                                                | 1(4wk)                    |
| 669 | 15 oktober   | Diana Ross                     | Muscles                                                         | 10                        |
| 670 | 22 oktober   | ABBA                           | The Day Before You Came                                         | 3                         |
| 671 | 29 oktober   | Supertramp                     | It's Raining Again                                              | 6                         |
| 672 | 5 november   | Demis Roussos                  | Follow Me                                                       | 25                        |
| 673 | 12 november  | Vanessa                        | Cheerio                                                         | 9                         |
| 674 | 19 november  | Grace Jones                    | Nipple to the Bottle                                            | 7                         |
| 675 | 26 november  | Phil Collins                   | You Can't Hurry Love                                            | 1(2wk)                    |
| 676 | 3 december   | Wham!                          | Young Guns                                                      | 4                         |
| 677 | 10 december  | Anita Meyer                    | The One That You Love                                           | 16                        |
| 678 | 17 december  | Culture Club                   | Time (Clock Of The Heart)                                       | 7                         |
| 679 | 24 december  | Forrest                        | Rock the boat                                                   | 4                         |

1969 ·
1970 ·
1971 ·
1972 ·
1973 ·
1974 ·
1975 ·
1976 ·
1977 ·
1978 ·
1979 ·
1980 ·
1981 ·
1982 ·
1983 ·
1984 ·
1985 ·
1986 ·
1987 ·
1988 ·
1989 · 
1990 · 
1991 · 
1992 · 
1993 · 
1994 · 
1995 · 
1996 · 
1997 · 
1998 · 
1999 · 
2000 · 
2001 · 
2002 · 
2003 · 
2004 · 
2005 · 
2006 · 
2007 · 
2008 · 
2009 ·
2010 ·
2011 ·
2012 ·
2013 ·
2014 ·
2015 ·
2016 ·
2017 ·
2018 ·
2019 ·
2020 ·
2021 ·
2022 ·
2023 ·
2024 ·
2025